# Марина Овсянникова
Марина Овсянникова (на руски: Марина Овсянникова) по баща Ткачук е руска телевизионна продуцентка, работила в руския телевизионен Първи канал.

## Биография
Овсянникова е родена в семейството на рускиня и украинец. Завършва Кубанския държавен университет и по-късно Руската президентска академия за национална икономика и публична администрация. Работила за Общоруска държавна телевизионна и радиопредавателна компания.

## Антивоеннен протест
На 14 март 2022 година, в рамките на вечерната новинарска програма „Время“, по време на живо предаване свързано с руското нападение над Украйна, Овсянникова се появява в кадър зад неподозиращата за случващото се зад нея говорителка Екатерина Андреева, държейки протестен плакат с надписи на английски и руски език:
| No War Остановите войну, не верьте пропаганде, здесь вам врут. Russians against war | Не на войната Спрете войната, не вярвайте на пропагандата, тук ви лъжат Руснаци срещу войната |

Излъчването е спряно и Овсянникова е отведена в полицията.
Записът с протеста на Овсянникова не е достъпен за сваляне, което не е обичайно за този телевизионен канал. Стоп-кадри от протеста са разпространени от The Guardian.
Президентът на Украйна Володимир Зеленски ѝ изказва благодарност в едно от изявленията си след протеста на Овсянникова.
Преди да нахлуе в ефир, Овсянникова публикува в Телеграм и предварително записано видео, в което казва, че „се срамува, че работи за Кремълската пропаганда“.
| What is happening in Ukraine is a crime. Russia is an aggressor country and the responsibility for this aggression rests on the conscience of only one person. That person is Vladimir Putin. My father is Ukrainian, my mother is Russian, and they've never been enemies. This necklace I'm wearing is a symbol of that fact that Russia must immediately end this fratricidal war. And our fraternal peoples will still be able to make peace. Unfortunately, I've spent the last few years working for Channel One, making Kremlin propaganda, and I'm very ashamed of this. Ashamed that I allowed lies to be broadcast from TV screens. Ashamed that I allowed others to zombify Russian people. We were silent in 2014 when all this started. We didn't protest when the Kremlin poisoned Navalny. We just silently watched this inhuman regime at work. And now the whole world has turned its back on us. And the next 10 generations won’t wash away the stain of this fratricidal war. We Russians are thinking and intelligent people. It's in our power alone to stop all this madness. Go protest. Don't be afraid of anything. They can't lock us all away. | Това, което се случва в Украйна, е престъпление. Русия е страна-агресор и отговорността за тази агресия тежи на съвестта на един-единствен човек. Този човек е Владимир Путин. Моят баща е украинец, майка ми е рускиня и те никога не са били врагове. Герданът, който нося, е символ на факта, че Русия трябва незабавно да прекрати тази братоубийствена война. И нашите братски народи все още могат да се помирят. За съжаление, прекарах последните няколко години, работейки за Първи канал, който провежда Кремълска пропаганда, и много ме е срам от това. Срам ме е, че съм позволявала да се леят лъжи от телевизионните екрани. Срам ме е, че съм позволявала други да зомбират руския народ. Мълчахме през 2014-та, когато всичко това започна. Не протестирахме, когато Кремъл отрови Навални. Мълчаливо гледахме този нехуманен режим в действие. А сега целият свят ни е обърнал гръб. И следващите десет поколения няма да измият петното от тази братоубийствена война. Ние руснаците сме мислещи и интелигентни хора. Само в наши ръце е да спрем цялата тази лудост. Излезте на протест. Не се страхувайте от нищо. Не могат да ни затворят всичките. |